# Honda Accord 8
Honda Accord 8 покоління для різних ринків випускалися дві зовсім різні машини — «великий» (CP/CS) для Америки, Сінгапуру, Китаю, Таїланду і ще ряду країн і «маленький» (CU/CW) — для Європи і Японії. Японський і Європейський Accord практично однакові. В Австралії продаються обидва — «великий» як просто Accord, а «маленький» як Accord Euro. Крім того, на ринках де продається «великий» Accord часто продається і «маленький», але під іншими назвами, наприклад для Китаю це Spirior, для США — Acura TSX. Те ж і з «великим» — в Японії він продається як Honda Inspire.
Обидва існують в кузові седан, «великий» має, крім того, кузов купе, а «маленький» кузов універсал.

## Європейська версія (2008—2015)

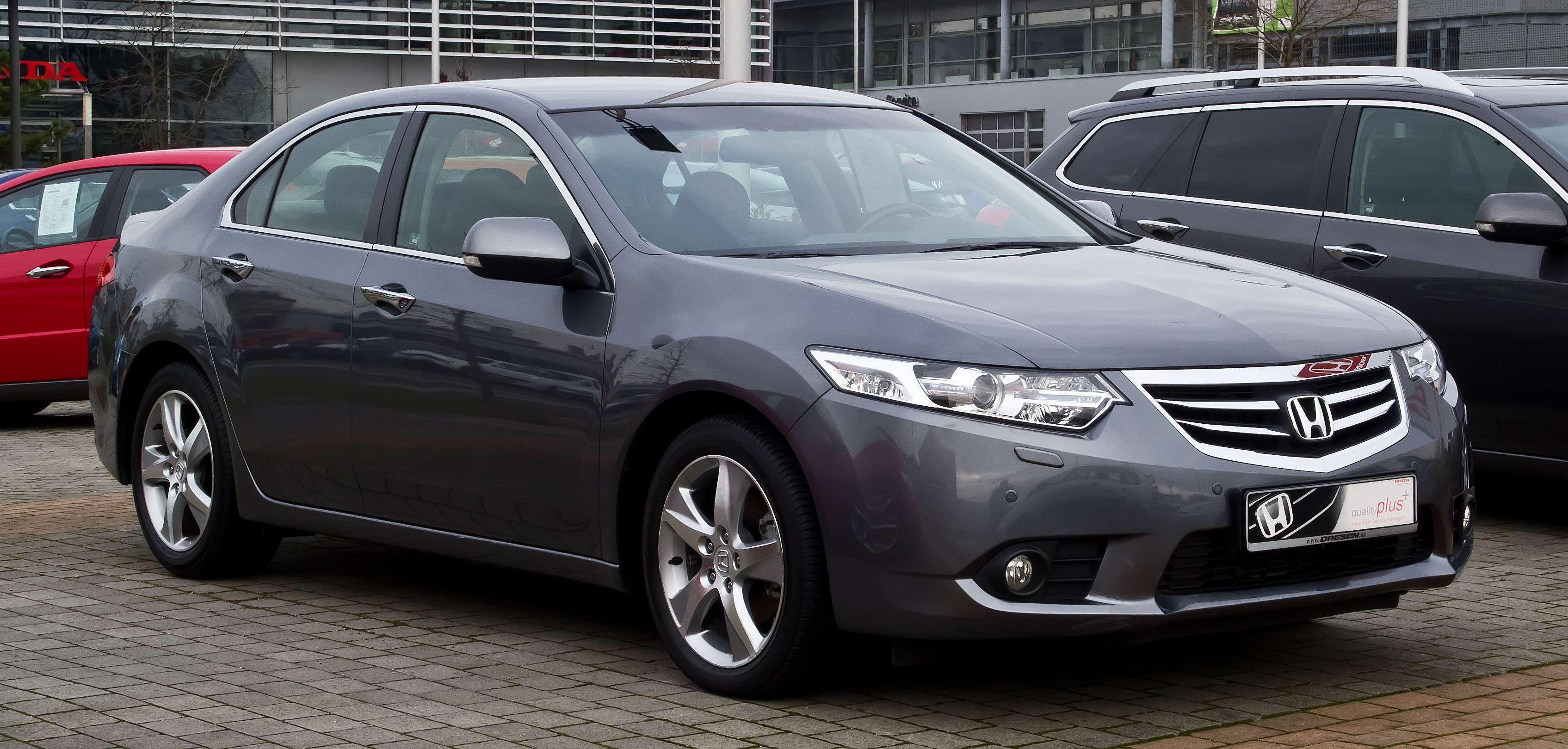
Honda Accord 8 (2011—2015, Європа, Японія)

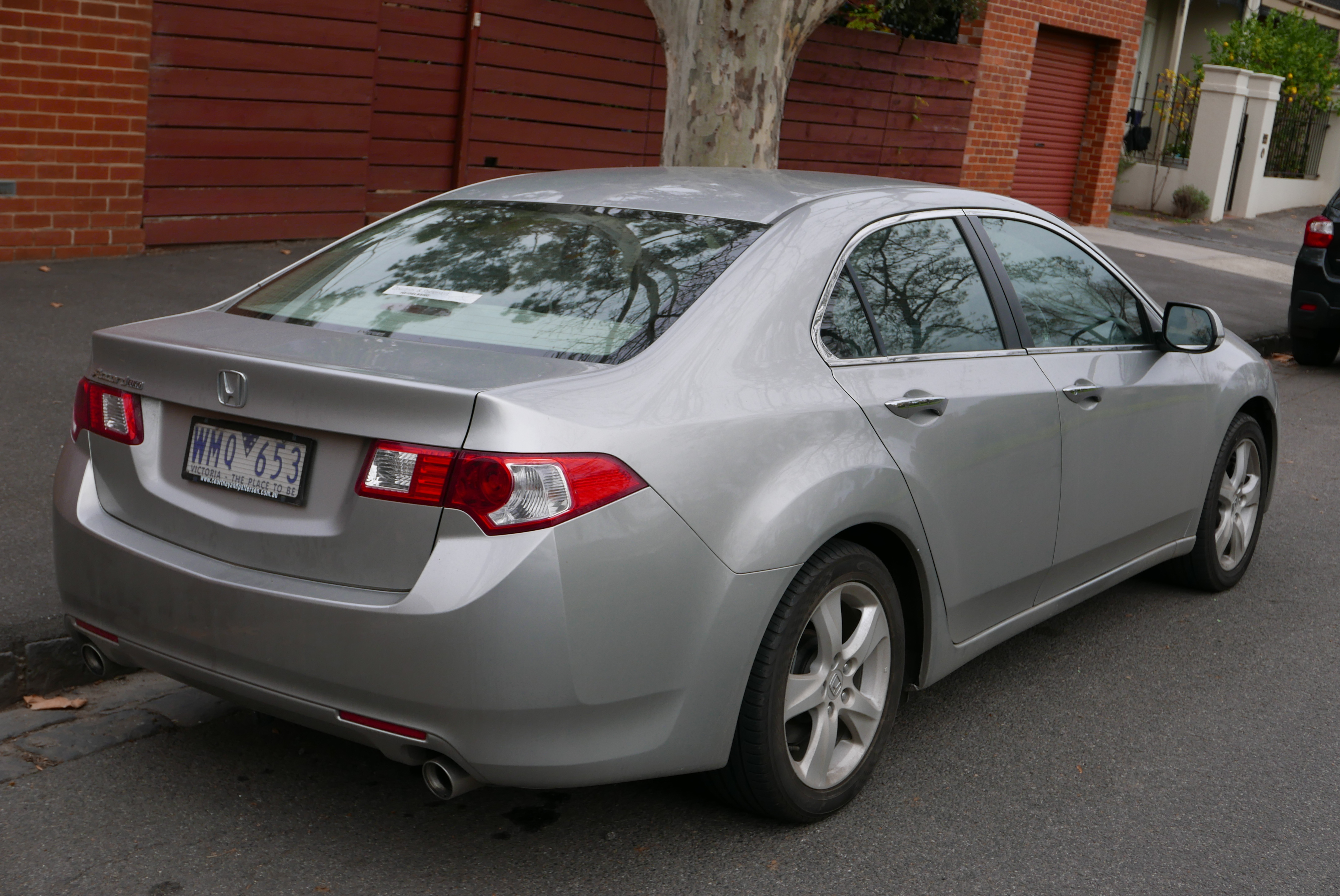
Honda Accord 8 (Європа, Японія)

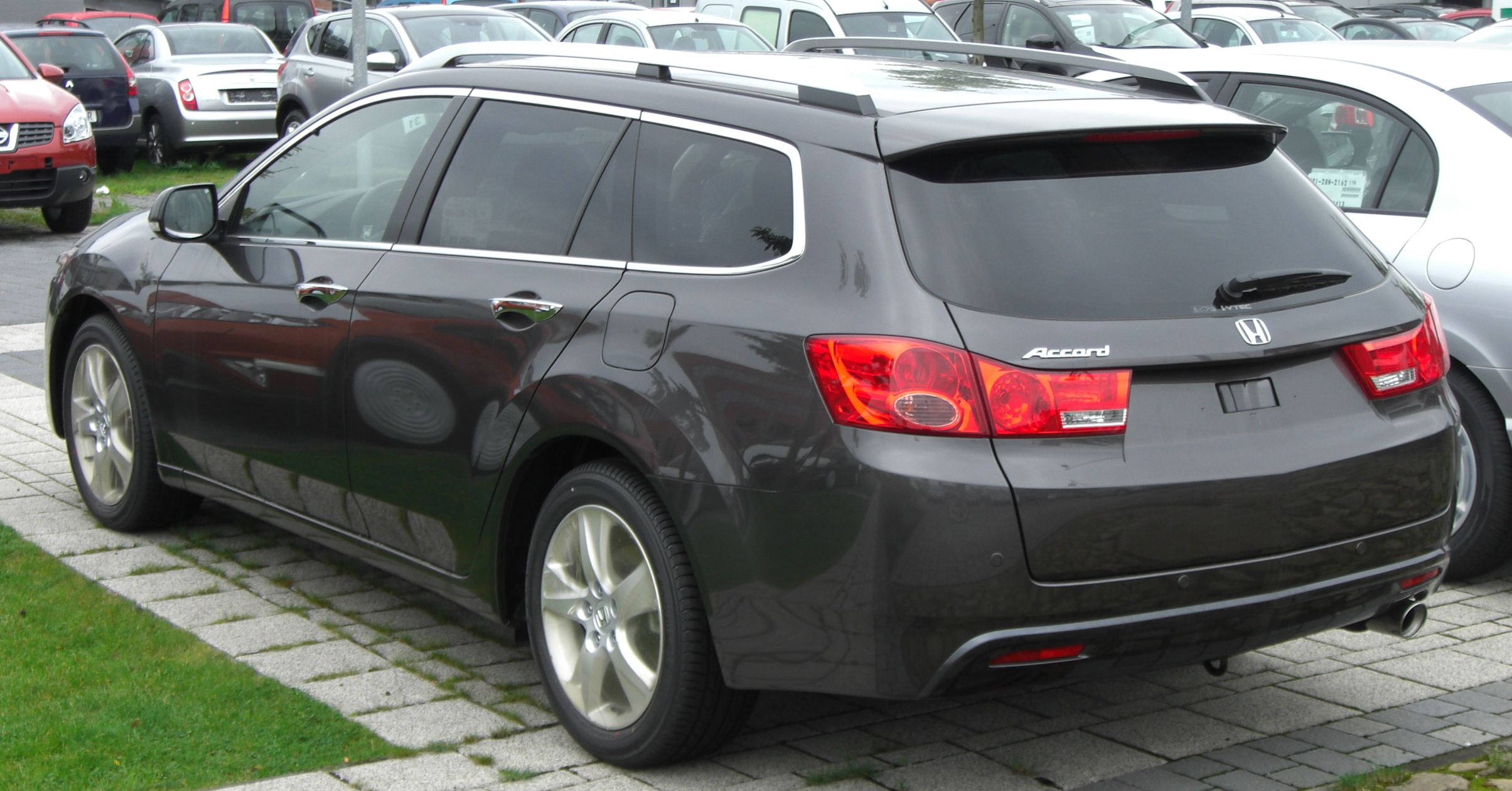
Honda Accord 8 Tourer (Європа, Японія)

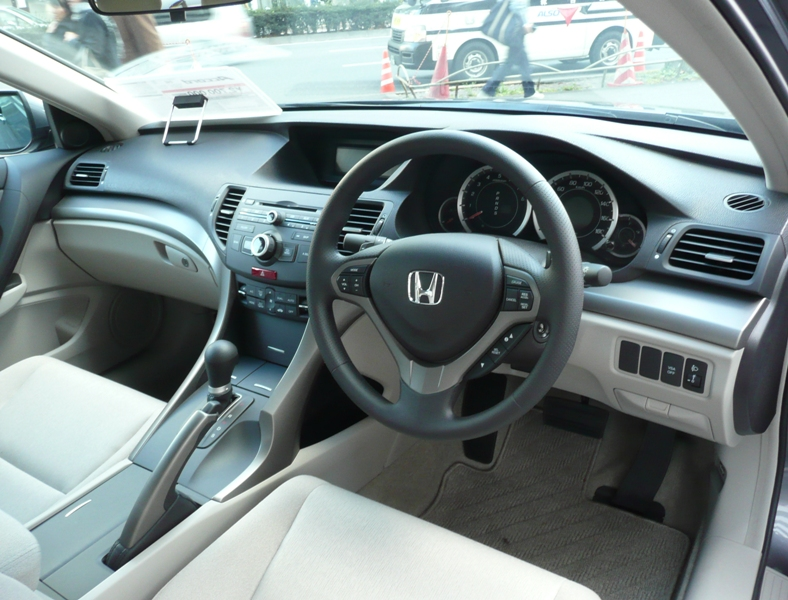
Салон Honda Accord 8 (Європа, Японія)

Представлений в березні 2008 року. Вперше всі моделі забезпечені електропідсилювачем керма (до цього — тільки моделі для Японського ринку) але доступний у версіях седан і універсал.
Європейський Accord оснащується 2-літровим (156 к.с. при 6300 об/хв, 192 Нм при 4300 об/хв) і 2,4-літровим (201 к.с. при 7000 об/хв, 234 Нм при 4500 об/хв) бензиновими двигунами, оснащеними системою i-VTEC. Та турбодизелями 2.2 i-DTEC потужністю 150 та 180 к.с. Коробки передач — 6-ступенева механіка і 5-ступеневий автомат.
Будова автомобіля:
- Підвіска передня: незалежна, двоважільна.
- Підвіска задня: незалежна, багатоважільна.
- Гальма передні: дискові вентильовані з 4-канальною ABS.
- Гальма задні: дискові.
- Розмір шин: 205/60 R16, 225/50 R17 або 235/45 R18.
- Розмір дисків: 16x6 ET55, 17x7J ET55 або 18x8J ET55.

У плані безпеки Honda Accord з кожним поколінням демонструє еволюційний розвиток, повністю відповідає сучасним вимогам. Так, в штатному оснащенні автомобілі отримали комплект з шести подушок безпеки, активні підголівники. У базовій комплектації присутній широкий набір електронних систем: антиблокувальна (ABS), розподілу гальмівного зусилля (EBD), допоміжна гальмування (BAS), контролю стійкості (ESP), антибуксувальна система (TCS). З інших корисних «дрібниць» — дзеркала з функцією автопідстроювання при включенні задньої передачі, паркувальна камера і камера заднього огляду.
На Женевському автосалоні в березні 2011 року була представлена модернізована модель Accord для Європи, яка з'явилася на ринку у квітні. Оновили бампери, решітку радіатора і світлотехніку. У топових комплектаціях з'явилися біксенонові фари з додатковими секціями в блок-фарах для підсвічування поворотів. Інженери не залишили без уваги й технічну частину. Шини зі зниженим опором коченню і спеціальні обтічники під днищем, що оптимізують аеродинаміку, скоротили витрати палива. На це було направлено і зменшення втрат на тертя в конструкції моторів. А ще рестайлінговий Accord Type S отримав 180-сильний турбодизель 2.2.
Влітку 2015 року компанія Honda припинила випуск Accord, призначеної для європейського ринку.

### Двигуни
| Двигун          | Об'єм [см³] | Тип двигуна | Код двигуна | Потужність [к.с.] при об/хв | Крутний момент [Нм] при об/хв | Розгін 0-100 км/год [с] | Макс. швидкість [км/год] |            |            |
| Бензинові:      | Бензинові:  | Бензинові:  | Бензинові:  | Бензинові:                  | Бензинові:                    | Бензинові:              | Бензинові:               | Бензинові: | Бензинові: |
| --------------- | ----------- | ----------- | ----------- | --------------------------- | ----------------------------- | ----------------------- | ------------------------ | ---------- | ---------- |
| 2.0 i-VTEC      | 1997        | I4          | R20A3       | 156/6300                    | 192/4100                      | 9,3                     | 215                      |            |            |
| 2.4 i-VTEC      | 2354        | I4          | K24Z3       | 201/7000                    | 234/4300                      | 7,8                     | 227                      |            |            |
| Дизельні:       |             |             |             |                             |                               |                         |                          |            |            |
| 2.2 i-DTEC      | 2199        | I4          | N22B        | 150/4000                    | 350/2000                      | 9,1                     | 212                      |            |            |
| 2.2 i-DTEC High | 2199        | I4          | N22B1       | 180/4000                    | 380/2000                      | 8,5                     | 220                      |            |            |

## Американська версія (2007—2012)

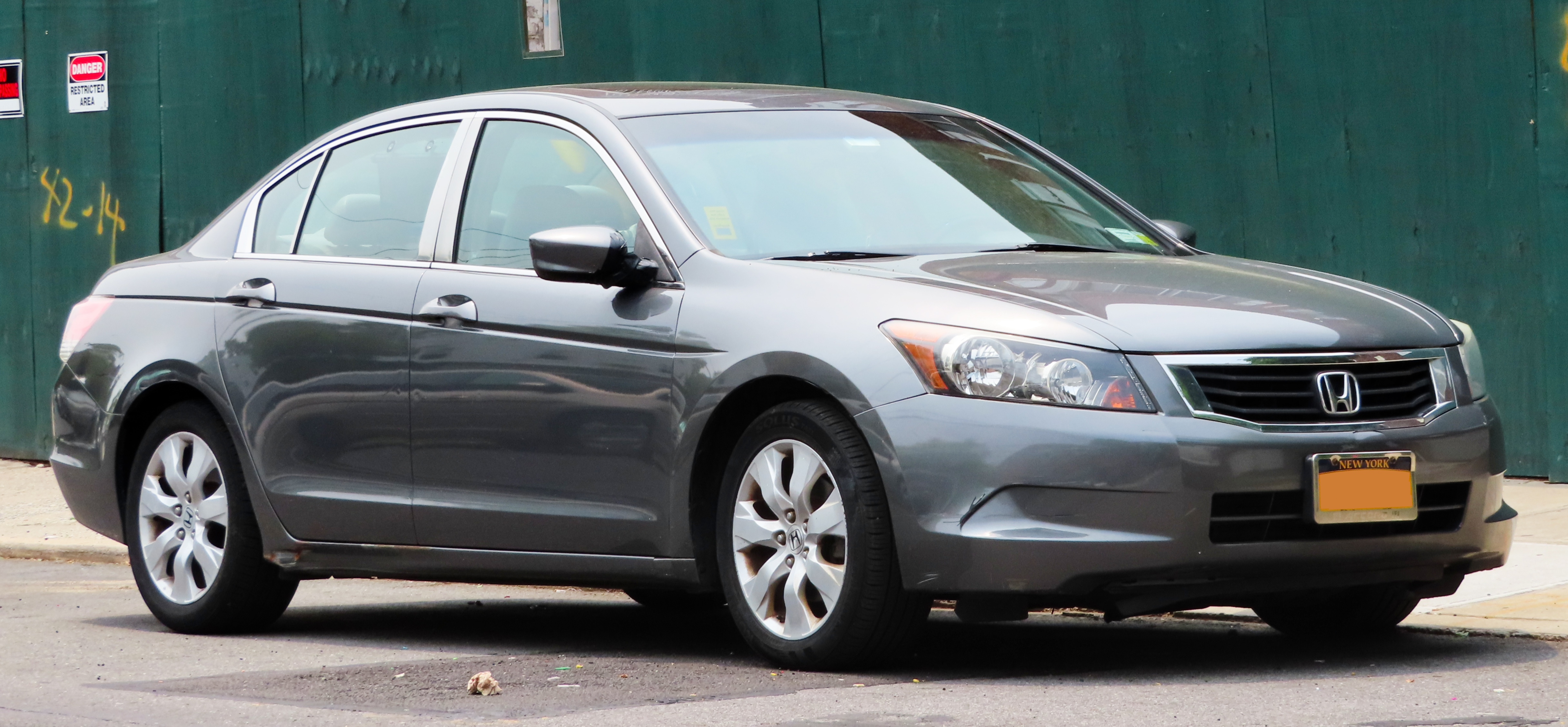
Honda Accord 8 (2007—2010, США)

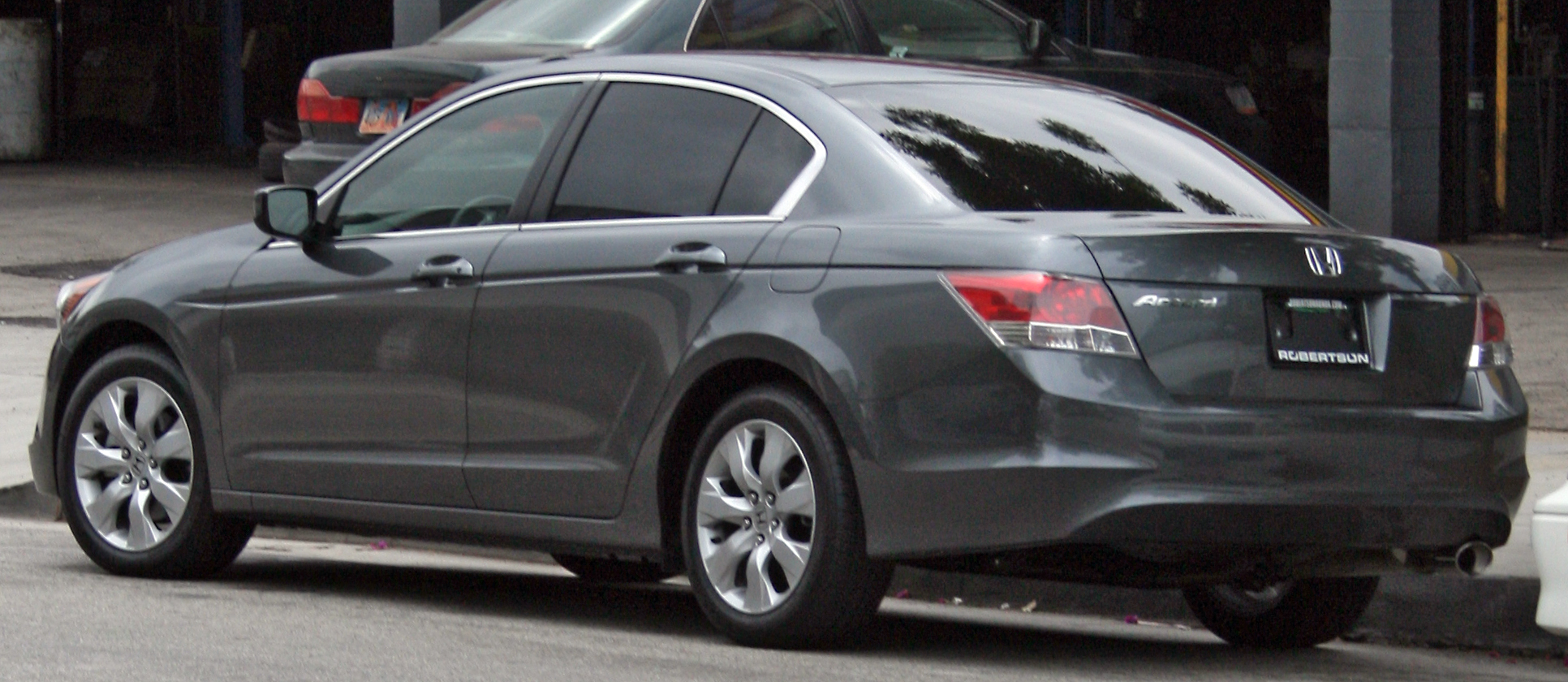
Honda Accord 8 (2007—2010, США)

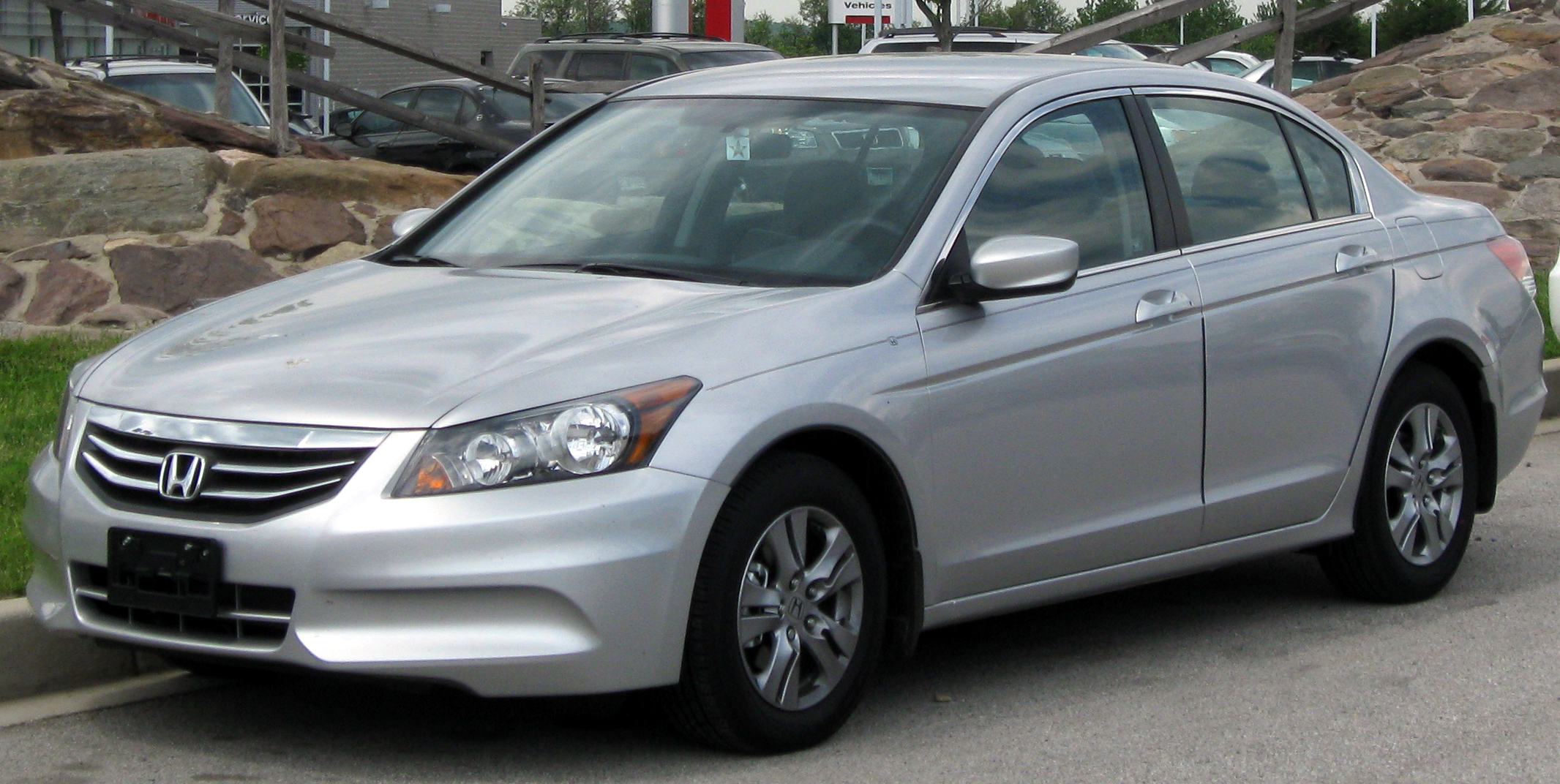
Honda Accord 8 (2010—2012, США)

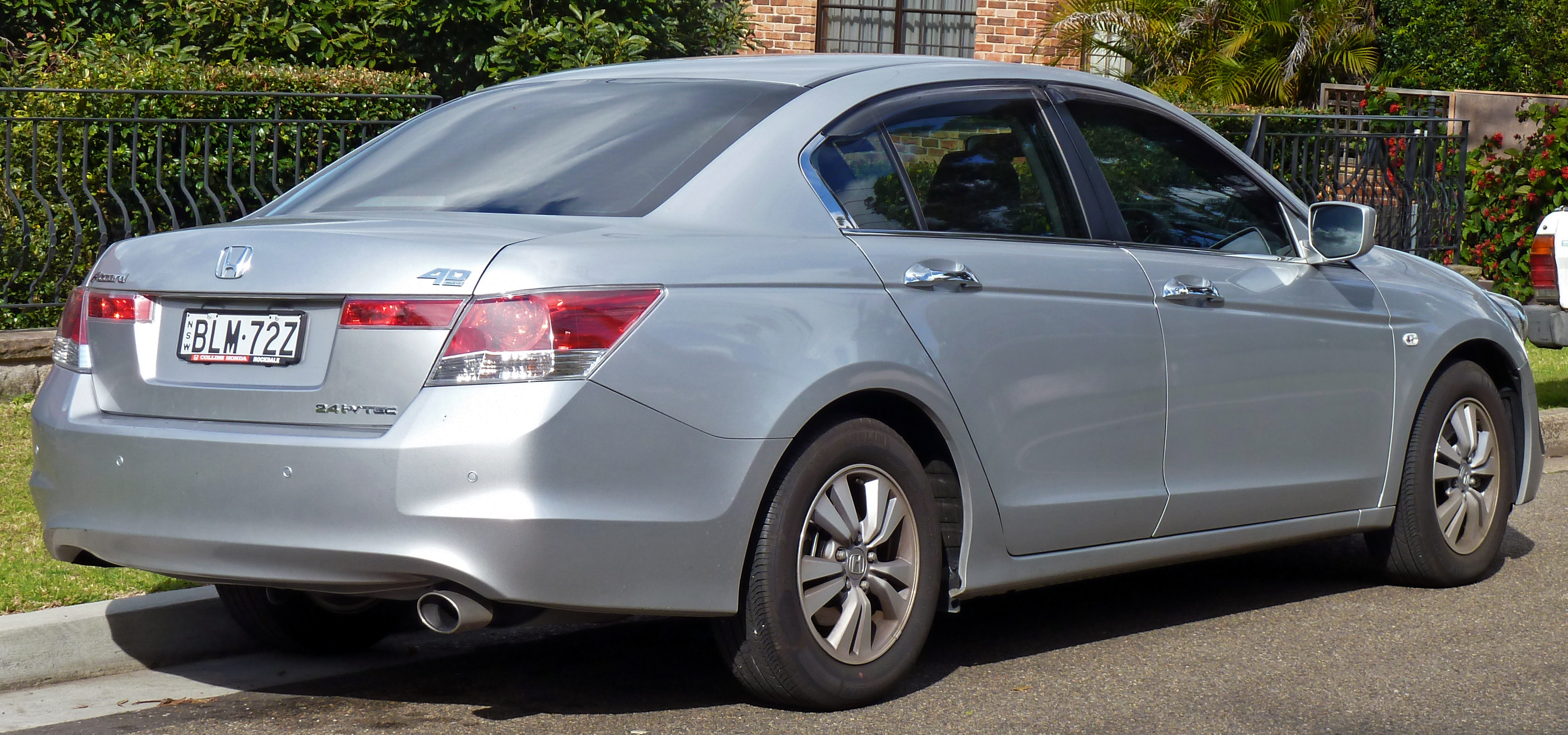
Honda Accord 8 (2010—2012, США)

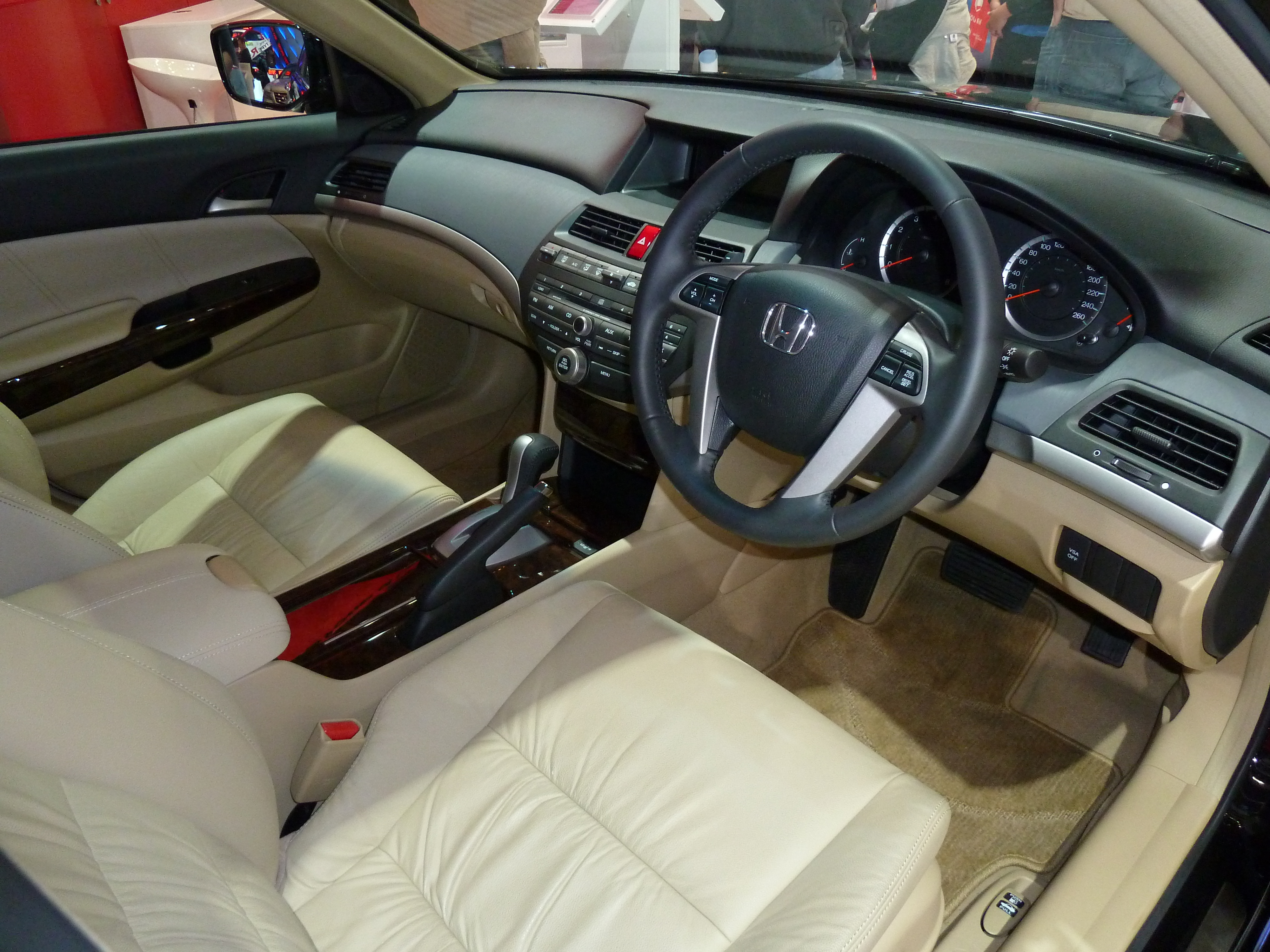
Салон Honda Accord 8 (США)

Американський Accord був більший за євро-версію. Довжина седана досягала 4950 мм, а відстань між осями — 2799 мм. Машина оснащувалася моторами 2.4 і V6 3.5, з яких знімали від 180 до 275 к.с. На купе довжиною 4,85 м встановлювали ті ж двигуни, а потужність варіювалася від 190 до 275 к.с. Двигун V6 забезпечили системою відключення циліндрів (Variable Cylinder Management System, VCMS). Ця система при невеликих навантаженнях відключає до половини циліндрів і тим самим дозволяє економити паливо
Вже в базовій комплектації машину оснастили шістьма подушками й системою автоматичного визначення комплекції пасажира й оснастили передні сидіння активними підголівниками. Не обійшлося і без електронних систем динамічної стабілізації. Для пішоходів фахівці припасли спеціальний травмобезпечний капот з хитрою кінематичною схемою кріплення. Завдяки оригінальному підвісу при зіткненні з пішоходом капот ефективно гасить удар.
В червні 2010 року модель модернізували, змінивши зовнішній вигляд і оснащення.

### Двигуни
| модель                                   | роки виробництва | тип/код                                                     | потужність (к.с. при об/хв) | крутний момент (Нм при об/хв) |
| ---------------------------------------- | ---------------- | ----------------------------------------------------------- | --------------------------- | ----------------------------- |
| Accord LX/LX-P Sedan                     | 2008-2012        | 2 354 см3 (2,354 л; 143,6 дюйм3) DOHC i-VTEC I4 (K24Z2)     | 177/6500                    | 218/4300                      |
| Accord EX/EX-L Sedan, LX-S/EX/EX-L Coupe | 2008-2012        | 2 354 см3 (2,354 л; 143,6 дюйм3) DOHC i-VTEC I4 (K24Z3)     | 190/7000                    | 220/4400                      |
| Accord EX/EX-L V-6 Sedan/Coupe 5AT       | 2007–2008        | 3 471 см3 (3,471 л; 211,8 дюйм3) SOHC i-VTEC VCM V6 (J35Z2) | 268/6200                    | 336/5000                      |
| Accord EX/EX-L V-6 Sedan/Coupe 5AT       | 2008-            | 3 471 см3 (3,471 л; 211,8 дюйм3) SOHC i-VTEC VCM V6 (J35Z2) | 271/6200                    | 344/5000                      |
| Accord EX-L V-6 Coupe 6MT                | 2007–2008        | 3 471 см3 (3,471 л; 211,8 дюйм3) SOHC VTEC V6 (J35Z3)       | 268/6200                    | 336/5000                      |
| Accord EX-L V-6 Coupe 6MT                | 2008-            | 3 471 см3 (3,471 л; 211,8 дюйм3) SOHC VTEC V6 (J35Z3)       | 271/6200                    | 340/5000                      |

- 1.6 л Hybryd i-VTEC 130 к.с. + електродвигун

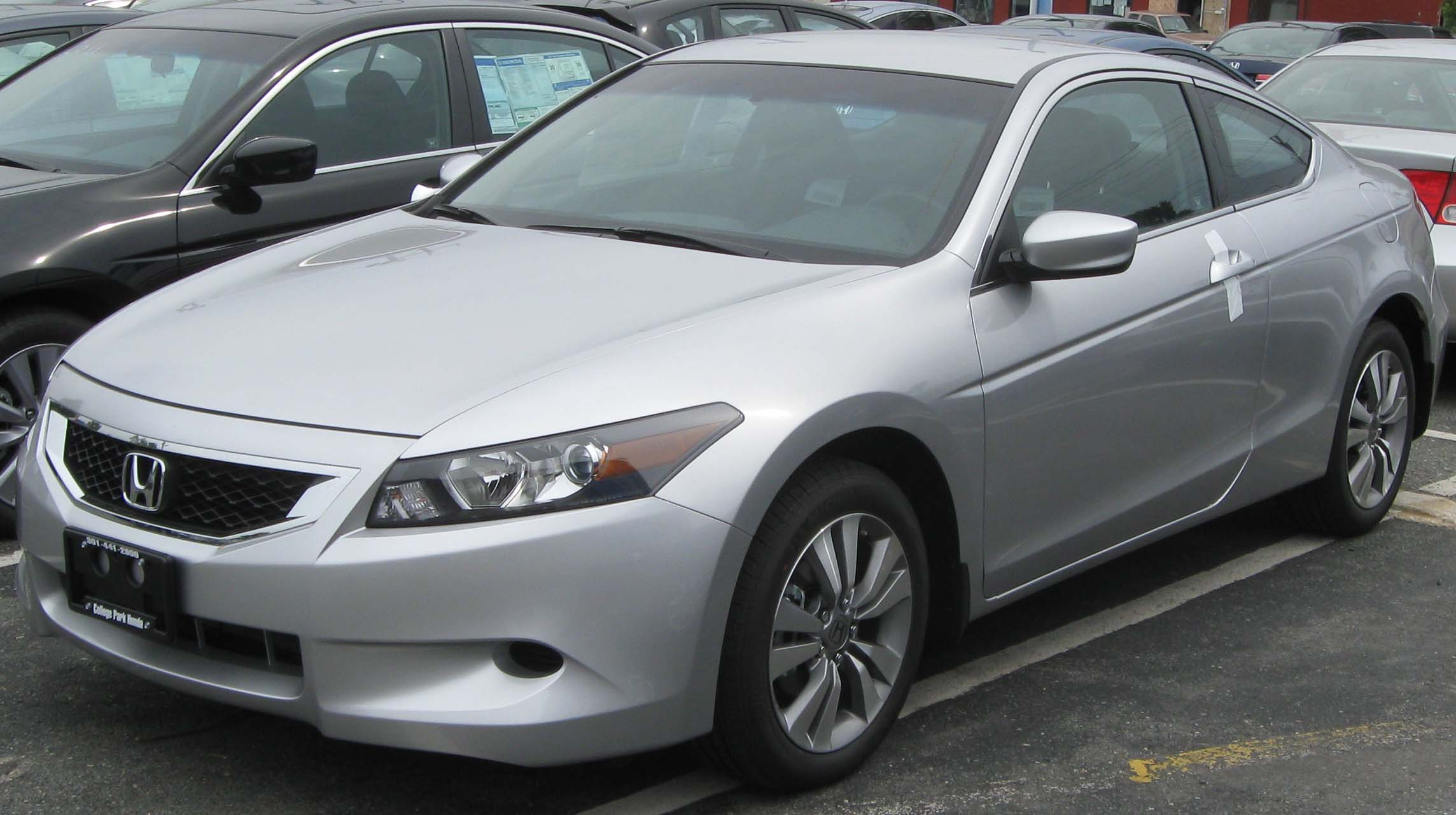
Honda Accord 8 Coupe (2007-2010, США)
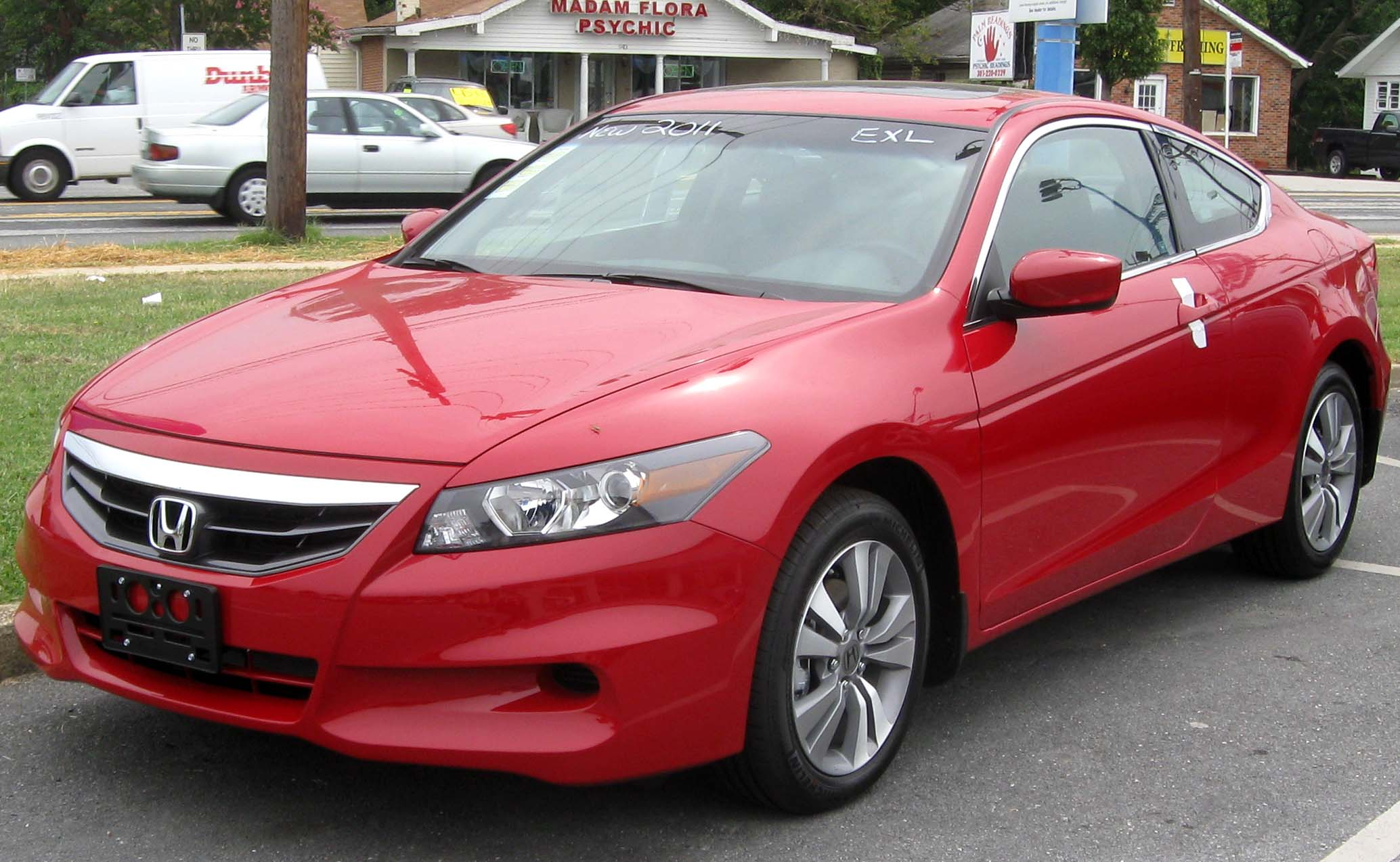
Honda Accord 8 Coupe (2010-2012, США)
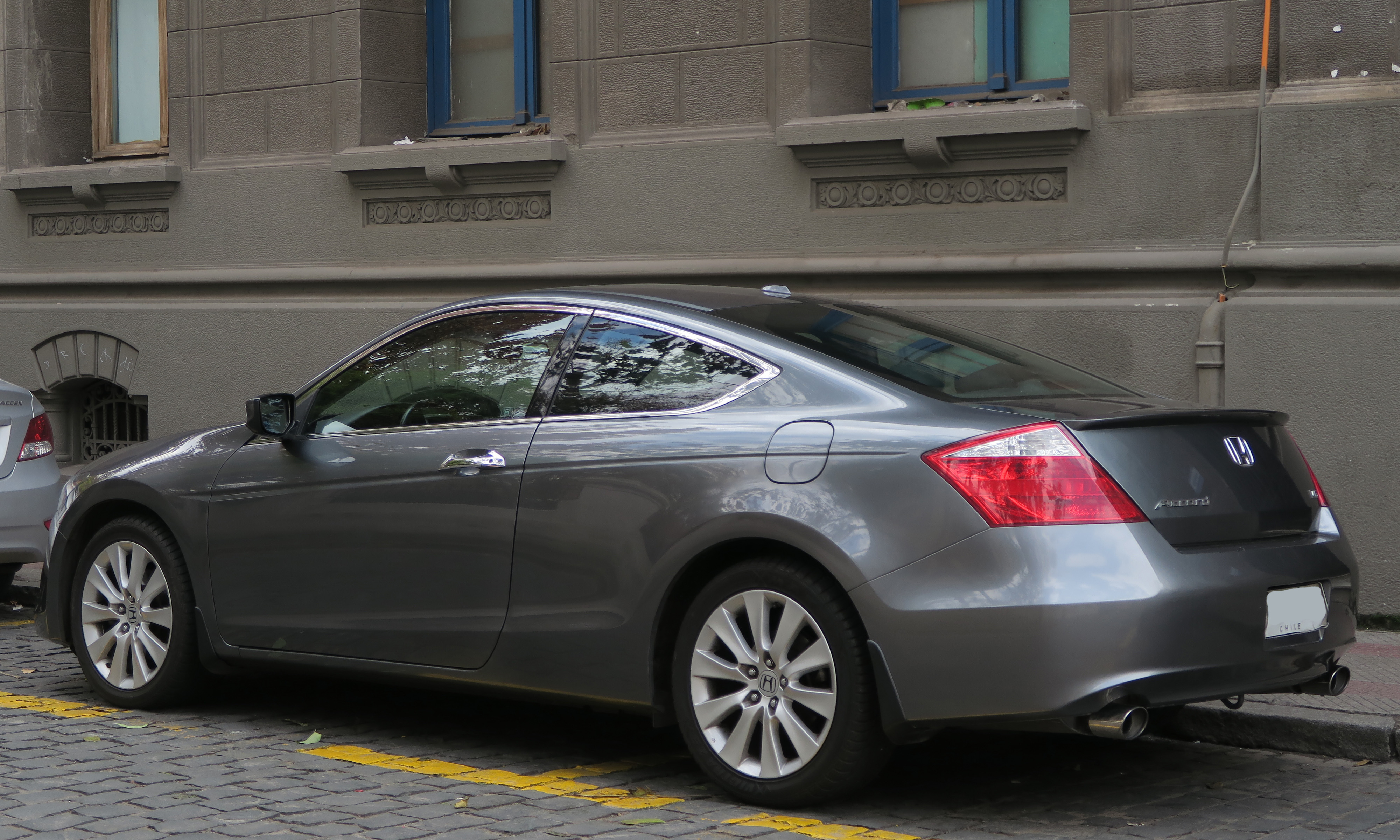
Honda Accord 8 Coupe (США)